# Stadionul Iolanda Balaș Soter
Das Stadionul Iolanda Balaș Soter ist ein Fußballstadion mit Leichtathletikanlage in der rumänischen Hauptstadt Bukarest.

## Geschichte
Die Spielstätte wurde ab dem 13. Januar 2002 bis zum Jahr 2003 neu erbaut und generalüberholt. Das neue Stadion wurde am 14. April 2003 eröffnet. Benannt wurde es nach der im Land geborenen, tätigen und verstorbenen Hochspringerin Iolanda Balaș. Das Bauwerk besitzt eine maximale Zuschauerkapazität von 28.000 Leuten. Das Stadion wird auch häufig als Rugby Park bezeichnet.
Die Spielstätte litt in den Jahren 2006 bis 2009 unter finanziellen Schwierigkeiten, weil bis zum Jahr 2009 ausschließlich die Austragung Sportveranstaltungen der Disziplinen Fußball, Leichtathletik und American Football erlaubt war. Ab dem Jahr 2010 entschieden sich die Betreiber des Stadions dazu, auch Konzerte sowohl nationaler als auch internationaler Künstler auf dem Gelände stattfinden zu lassen. Dies bewahrte das Stadionul Iolanda Balaș Soter vor dem Ruin.
Eines der ersten Konzerte eines internationalen Künstlers hielt der britische Rockmusiker Eric Clapton gemeinsam mit Steve Winwood in dem Stadion ab. Die beiden Musiker traten am 11. Juni 2010 in dem ausverkauften Stadion vor 26.734 Zuschauern auf. Auch Leonard Cohen und Placebo traten hier schon auf.